# (42354) Kindleberger
(42354) Kindleberger (2002 CK43) – planetoida z pasa głównego asteroid okrążająca Słońce w ciągu 4,41 lat w średniej odległości 2,69 j.a. Odkryta 12 lutego 2002 roku.